# Талассофобия
Талассофобия (от др.-греч. θάλασσα — море и φόβος — страх) — постоянный сильный страх перед глубокими водоёмами, такими как море, океаны, бассейны и озёра. Не следует путать с гидрофобией (аквафобией) — страхом воды как таковой. Талассофобия может включать в себя страх находиться в глубоких водоёмах, страх перед бескрайней пустотой моря, морскими волнами, водными существами и страх удалённости от суши.
Причины талассофобии не ясны и являются предметом исследований, поскольку могут сильно различаться у разных людей. Исследователи предположили, что страх перед большими водоёмами частично является эволюционной реакцией человека, а также может быть связан с влиянием современной массовой культуры. Также предполагается, что психология, лежащая в основе фобии, проистекает из символической природы воды. В частности, чувство необъятности моря часто связано с бессознательностью человека (то есть состоянием неспособности осознавать окружающую действительность).
Тяжесть талассофобии, а также связанные с ней признаки и симптомы довольно изменчивы и сложны. Люди с талассофобией переживают многочисленные эпизоды эмоциональных и физических страданий, вызванных различными триггерами. Лечение может включать терапию и анксиолитики и наиболее эффективно при назначении пациентам в детском возрасте, когда тяжесть талассофобии обычно достигает своего пика.

## Причины

### Эволюция
Считается, что боязнь больших водоемов — это эволюционная и наследственная черта, передаваемая из поколения в поколение. Люди предпочитают определённость риску и адаптируются, основываясь на истории обучения и ситуационных переменных. Исследование, проведенное Николасом Карлтоном в 2016 году, показало, что страх перед неизвестным — эволюционный механизм, который всегда отвечал за выживание человека. Проявление страха перед глубокими водоёмами, по сути, оправдано, поскольку наши предки понимали, что их выживание зависит от того, чтобы оставаться на суше, а не в водной среде. Это, в свою очередь, превратилось в фундаментальный страх, передаваемый из поколения в поколение, чтобы обеспечить выживание человеческого рода. Талассофобию часто объясняют как первобытный страх. Учитывая, что люди — наземные млекопитающие, и полагаются на своё зрение, чтобы добывать пищу: это эволюционно заложено в нашу жизнь, а морские глубины противостоят этой среде. Марк Карлин объясняет эту фобию следующим образом: «У всех нас есть этот страх темноты, ведь мы полагаемся на своё зрение. Если вы закрываете глаза, вам приходится полагаться на чувства, на которые вы обычно не полагаетесь».
Мартин Энтони, профессор психологии Университета Райерсона и соавтор книги «Учебное пособие по борьбе с тревогой», рассказал веб-сайту HowStuffWorks: «С точки зрения эволюции имеет смысл, что у людей развилась склонность бояться и избегать глубокой воды из-за всех связанных с этим рисков; [...] мы, по сути, „запрограммированы“ эволюцией на боязнь одних вещей (например, высоты, глубокой воды, змей), а не других (например, цветов, плюшевых мишек)».

### Мифология и современная массовая культура
В иудеохристианских верованиях море часто изображается как место бедствий и наказаний. Например, в истории Ноева ковчега. В таких текстах, как «Буря» Уильяма Шекспира, кораблекрушение фигурировало в качестве движущей силы повествования и придавало морю потустороннее и злое олицетворение. Авторы книги «Звери глубин: Морские существа и популярная культура» Шон Харрингтон и Джон Хакетт считают, что эти повествования являются движущей силой широко распространенного страха перед океанами. Литература готики и сверхъестественного тяготеет к морю как к плодородной среде, и в результате создаёт неприятный и пугающий образ в сознании читателей. 
Это наблюдается и в современной массовой культуре. На блокбастер 1975 года «Челюсти» часто ссылаются как на влиятельный фильм, который дал начало современному движению талассофобии. Основные средства массовой информации также влияют на коллективные эмоции общественности. Известия о белых акулах, электрических угрях или других опасных морских хищниках, нападающих на людей, вызывают страх в общественности, и, как считается, способствуют талассофобии. Реальные случаи затопления таких кораблей, как «Титаник», получившие экранизации с наглядной иллюстрацией событий вызывают у зрителей страх. Люди, которые очень боятся насильственной смерти (в том числе утопления), также более склонны к развитию талассофобии.
Считается, что эти культурные влияния (как древние, так и современные) способствовали распространению страха перед глубокими водоёмами на протяжении веков.

### Прошлый опыт и генетика
Негативное или травмирующее событие в прошлом также может вызвать глубокий страх перед океанами. Травматические переживания страха во время плавания или почти утопления также являются основными причинами талассофобии. В дополнение к этому, наблюдение за взрослыми, которые также испытывали страх перед глубокой водой, считается фактором, способствующим развитию талассофобии в более позднем возрасте. Учёные также считают, что генетика и биологическая наследственность играют важную роль в возникновении страха перед морями, океанами и озёрами. К таким генетическим факторам относятся наличие члена семьи с талассофобией, личное психическое состояние. Личный опыт и воспитание — всё это факторы, которые потенциально могут быть причиной талассофобии.

## Диагностика и симптомы
Талассофобия характеризуется определёнными физическими и эмоциональными чертами, проявляемыми человеком. Реакция, которую люди с талассофобией проявляют по отношению к большим водоёмам (пляжам, океанам, озёрам), не соответствует уровню опасности, которую представляет для них вода. Следовательно, они иллюстрируют ненормальное поведение в ситуациях или условиях, которые вызывают у них страх. Фобия, вызванная тревогой, такая как талассофобия, проявляется в виде специфических признаков и симптомов.
Общие эмоциональные симптомы талассофобии включают:
- Постоянное беспокойство
- Проблемы с засыпанием (возможно, бессонница)
- Приступы паники и тревоги
- Ощущение неминуемой гибели
- Желание прекратить происходящее
- Чувство отстранённости от ситуации
- Подавленность

Общие физические симптомы талассофобии включают:
- Одышка
- Пот
- Дрожь при виде моря
- Нежелание находиться рядом с глубокими водоёмами
- Тошнота
- Головокружение
- Учащённое дыхание
- Паника при виде глубокого водоёма

Согласно пятому изданию «Диагностического и статистического руководства по психическим расстройствам», которое представляет собой руководство по оценке и диагностике психических расстройств, разработанное Американской психиатрической ассоциацией; талассофобия может быть диагностирована при следующих обстоятельствах:
- Страх человека перед глубокой водой должен быть постоянным, чрезмерным и необоснованным
- Человек должен испытывать этот страх каждый раз, когда он оказывается в глубокой или открытой воде
- Человек либо избегает открытых водоёмов, либо переносит нахождение в них с сильным страхом
- Страх человека перед большими водоёмами мешает его нормальному функционированию
- Страх человека присутствует в течение не менее шести месяцев

Исследователи пришли к выводу, что тяжесть и распространённость талассофобии постоянно меняются среди различных демографических групп, и многие люди могут не знать, что у них лёгкая талассофобия.

### Отличия от гидрофобии (аквафобии)
Талассофобия отличается от гидрофобии. Гидрофобия характеризуется общим чувством паники из-за воды, в то время как талассофобия больше связана с просторами и глубиной этой воды. В то время как обе фобии связаны с водой, гидрофобия может быть вызвана одним событием, в то время как талассофобия исходит из элемента собственного подсознания относительно того, что находится в воде.